# BCL2L14
BCL2L14‏ (BCL2 like 14) هوَ بروتين يُشَفر بواسطة جين BCL2L14 في الإنسان.